# NGC 3603 A1
NGC 3603 A1, d'ara endavant A1 (NGC 3603 A1 / WR 43a) és un estel binari en la constel·lació de la Quilla de magnitud aparent +11,18. Al costat de NGC 3603 B, és l'estel visualment més brillant del cúmul obert NGC 3603, situat a uns 20.000 anys llum de distància del Sistema Solar.
A1 és una binària espectroscòpica eclipsant l'espectre combinat de la qual correspon al d'un estel de Wolf-Rayet de tipus espectral WN6ha. Sembla ser un estel extremadament lluminós, més massiu que altres estels de tipus O3 existents en NGC 3603. Com a tal, ha de contenir una considerable quantitat d'hidrogen, a diferència d'altres estels de Wolf-Rayet.
El període orbital del sistema és de 3,7724 dies, mostrant un doble eclipsi al llarg de la seva òrbita circular. Les dues components són estels de línies d'emissió, no necessàriament del mateix tipus espectral. Combinant mesures espectroscòpiques de velocitats radials amb les de fotometria preses amb el Telescopi espacial Hubble, un equip de la Universitat de Mont-real ha calculat que les components d'aquest sistema binari estan entre els estels més massius coneguts. La massa de l'estel principal és de 116 ± 31 masses solars i la de la secundària és de 89 ± 16 masses solars.